# Ikariin
Ikariin – organiczny związek chemiczny z grupy flawonoidów o aktywności fitoestrogenu. Pozyskiwany jest zazwyczaj jako ekstrakt z bylin z rodzaju Epimedium, zawierający ikariin, genisteinę i daidzeinę w stosunku 20:5:1. W tradycyjnej medycynie chińskiej ekstrakt ten wykorzystywany jest jako afrodyzjak poprawiający erekcję oraz jako lek wzmacniający kości. Współczesne badania wykazały, że ikariin jest inhibitorem fosfodiesterazy typu 5 (PDE5), której aktywność jest przyczyną impotencji (wykazuje działanie podobne do sildenafilu). Zwiększa też umiarkowanie produkcję bioaktywnego tlenku azotu, co może przyczyniać się do działania ochronnego ikariinu przeciwko miażdżycy. Ponadto ikariin i ekstrakty z Epimedium wykazują działanie przeciwko osteoporozie.